# Habergrund
Der Habergrund ist ein fast 12 km langer, orographisch linker Zufluss der Werra in Veilsdorf im südthüringischen Landkreis Hildburghausen. Der Ober- und Mittellauf des Gewässers in Bayern wird Weidbach genannt.

## Geographie

### Verlauf
Der Weidbach entsteht in den Langen Bergen auf Meederer Gemeindegebiet, etwa einen halben Kilometer nordöstlich des Aussichtspunktes Alexandrinenhütte auf der Sennigshöhe auf der Dorfgemarkung von Mirsdorf. Weniger als einen halben Kilometer weiter östlich verläuft die A 73 nordwärts von Bayern nach Thüringen.
Der Weidbach führt auf dem größten Teil seines Laufes in nordwestliche bis westliche Richtungen nur periodisch Wasser. Zuerst im Wald, dann zwischen nahen Wäldern laufend, weitet sich seine offene Talmulde zum Weidbachsgrund. Erst nach dem Übertritt aufs Stadtgebiet von Bad Rodach und der Aufnahme des Ortsbachs aus dessen Kirchdorf Grattstadt führt er beständig Wasser. Gleich darauf wechselt der Bach über die Landesgrenze aufs Gemeindegebiet von Veilsdorf im südthüringischen Landkreis Hildburghausen über, wo er nun Habergrund genannt wird und seine letzten 3,4 km beständig nordwestlich fließt. In Veilsdorf mündet der Habergrund dann von links in die hier westwärts laufende obere Werra.
Der Lauf ist fast durchgehend kanalisiert und von Wegen begleitet, sein mittleres Sohlgefälle beträgt etwa 7,3 ‰. Der Bach führt auf dem längsten Abschnitt nur unbeständig Wasser, ebenso gewöhnlich seine Zuläufe, die oft Feld- und Wegrandgräben sind. Andere durchaus merkliche Seitenmulden entwässern anscheinend verdolt zum Bach.

### Einzugsgebiet
Das Einzugsgebiet ist 35,2 km² groß, davon liegen 19,1 km² in Bayern und 16,1 km² in Thüringen, zu dem auch schon merkliche Anteile des nördlichen mittleren und oberen Einzugsgebietes vor dem Übertritt des Laufs über die Landesgrenze gehören. Fast das gesamte Gebiet rechnet, naturräumlich gesehen, zum Unterraum Lange Berge der Werra-Gäuplatten, ein winziger Mündungszwickel zum Hildburghäuser Vorland des Thüringisch-Fränkisches Mittelgebirges. Im Gebiet steht überall Muschelkalk an, dessen Schichten nach Nordosten zur Werra zu abfallen. Der Bach läuft deshalb zumeist im Mittleren Muschelkalk, während im nördlichen Einzugsgebiet der erosionsresistentere Untere Muschelkalk die Höhen dicht am Flusstal der Werra aufbauen.
Die Wasserscheide dort im Norden und Nordnordosten grenzt deshalb ab vom Einzugsgebiet der aufwärtigen Werra, hier werden Höhen zwischen 510 und 520 m ü. NHN erreicht. Hinter der östlichen, die über die mit bis 527 m ü. NHN höchsten Erhebungen des Einzugsgebietes läuft, entwässert der rechte Oberlauf Rottenbach der Lauter den Abfluss an der Gegenseite. Jenseits der südlichen Scheide, die nur selten über 450 m ü. NHN steigt, konkurrieren im Osten der Sulzbach und im mittleren und westlichen Bereich die Rodach mit ihren Bachsystemen jeweils noch weiter abwärts ebenfalls zum Main-Zufluss Itz. Damit ist die Einzugsgebietsgrenze vom Osten über den Süden bis zum Südwesten, obwohl meist wenig prominent, Teil der bedeutenden Weser-Rhein-Wasserscheide.

### Zuflüsse
Auswahl. Längen und Einzugsgebiete nach der Gewässertabelle des Bayerischen Landesamtes für Umwelt.
- Ottengraben, von links und Südwesten kurz vor der Kreisstraße CO 23, 1,0 km und 0,7 km².
- Herbartsgraben, von links und Süden eben schon auf Grattstadter Stadtteilgemarkung, 3,1 km und 2,9 km².
- Ortsbach, von links und Südosten von Grattstadt her, 1,2 km und 1,3 km².